# Oculeomyia
Oculeomyia é um subgénero do Género Culex, pertencente à família Culicidae.